# جبنة (عين العرب)
جبنة قرية سوريّة تتبع إداريّاً لمحافظة حلب منطقة عين العرب ناحية مركز شيوخ تحتاني، بلغ تعداد سكانها 620 نسمة حسب التعداد السكاني لعام 2004.